# Regeling voertuigen
De Regeling voertuigen stelt in Nederland op hoofdlijnen technische eisen aan voertuigen. Alhoewel tot hoofdlijnen beperkt, is de regeling voertuigen zeer uitgebreid. Met name hoofdstuk 5 waarin de permanente eisen van voertuigen worden omschreven bevat vele regels waaraan voertuigen dienen te voldoen.
De regeling bestaat uit de volgende hoofdstukken:
1. Algemene bepalingen;
2. Voertuigidentificatienummer en datum eerste toelating;
3. Toelating tot de weg en typegoedkeuring van alcoholsloten;
4. Verkoopverboden;
5. Permanente eisen;
  - 1. Algemeen;
  - 1a. Vaststelling kenmerken voertuigen;
  - 1b. Algemene bepalingen wijze van keuren;
  - 2. Personenauto's;
  - 3. Bedrijfsauto's;
  - 3a. Bussen;
  - 4. Motorfietsen;
  - 5. Driewielige motorrijtuigen;
  - 6. Bromfietsen;
  - 7. Motorrijtuigen met beperkte snelheid;
  - 8. Landbouw- of bosbouwtrekkers;
  - 9. Fietsen;
  - 10 Gehandicaptenvoertuigen;
  - 11. Gehandicaptenvoertuigen, uitgerust met een elektromotor en niet voorzien van een gesloten carrosserie;
  - 12. Aanhangwagens met een toegestane maximummassa van meer dan 750 kg achter personenauto's, bedrijfsauto's, bussen en driewielige motorrijtuigen;
  - 13. Aanhangwagens met een toegestane maximummassa van niet meer dan 750 kg achter personenauto's, bedrijfsauto's, bussen en driewielige motorrijtuigen;
  - 14. Aanhangwagens en verwisselbare getrokken machines achter landbouw- of bosbouwtrekkers en achter motorrijtuigen met beperkte snelheid;
  - 15. Aanhangwagens achter motorfietsen of bromfietsen;
  - 16. Aanhangwagens achter fietsen;
  - 17. Wagens;
  - 18. Gebruikseisen voertuigen;
6. Wijziging in de constructie;
7. Schadevoertuigen;
8. Meetmiddelen;
9. Ontheffingen;
10. Strafbepalingen;
11. Overgangs- en slotbepalingen.

De regeling voertuigen kent diverse bijlagen.
De regeling voertuigen is gebaseerd op artikel 71 Wegenverkeerswet 1994.

## Trivia
In deze wet komt meer dan vijfhonderd keer het woord 'deugdelijk' voor. Dat is dan ook een samenvatting ervan: voertuigen in het verkeer moeten deugdelijk zijn. 